# Коноков, Айтек
Айтек (Айтеч) Коноков (Каноков, Кануков) (? — 26 сентября 1844) — черкесский (бесленеевский) князь. Несмотря на незначительный чин поручика, являлся заметным участником Кавказской войны, крупным землевладельцем и самостоятельным черкесским командиром, в связи с чем регулярно упоминается в исторических работах о Кавказской войне.

## Биография
«Без бесленеевцев не совершался ни один набег. В особенности воинственность их была проявляема, когда ими в тридцатых годах управлял и предводительствовал князь Айтек-Каноков; наши поселения на Кубани часто страдали от его смелых наездов»
В конце 1828 года прибыл в лагерь генерала Эммануэля, где принёс присягу на верность Российской империи и принял русское подданство.
Впоследствии начал боевые действия против русских войск. В конце 1833 года отряд полковника Засса, во время экспедиции за Лабу, разорил аул Айтека Конокова, захватил 68 пленных и уничтожил запасы сена и хлеба бесленеевцев. Айтек Коноков предпринял попытку разгромить отряд Засса на переправе через Лабу, но русские отбили его атаки. После этой неудачи Айтек Коноков вновь присягнул на верность Российской империи и поступил на русскую военную службу. К 1841 году состоял в чине подпоручика, к 1843 году — поручика.
В 1844 году Айтек Коноков вновь начал боевые действия против русских войск. Проживал в аулах баракаевцев и абадзехов. Принимал у себя других беглецов из русской армии, таких, как сотник Семён Атарщиков. Конфликтовал с представителями имама Шамиля из-за руководства деятельностью черкесских отрядов. В этот период являлся одним из основных организаторов атак на фактическую русскую границу на Северо-Западном Кавказе.
В ночь на 26 августа неудачно штурмовал Зассовское укрепление. 26 сентября убит в столкновении с черноморскими казаками вблизи Зассовского укрепления. Тело Конокова, вопреки традиции, не было вынесено с поля боя и досталось русским. Гибель Конокова вошла в черкесский фольклор и сделалась основой для нескольких песен.
В настоящее время потомки Черкесского князя Айтека Конокова проживают в городе Сочи.